# Пир во время чумы (альбом)
«Пир во время чумы» — второй студийный альбом рок-группы Кис-кис, вышедший 25 сентября 2020 года на лейбле Rhymes Music.

## Об альбоме
Альбом стоит из 11 треков, два трека были изданы в виде синглов, а также оба удостоились экранизаций видеоклипов. Наибольшая часть материала для альбома была написана гитаристом группы Юрием Заслоновым по прозвищу «Кокос». Первый релиз сингла «Мелочь» состоялся 30 июня 2020 года. Композиция стала официальным саундтреком к сериалу «Водоворот» завершая каждый эпизод финальных титров. Сам сериал стартовал чуть ранее 27 июня 2020 года. Вскоре вышел видеоклип на песню показ прошёл 14 июля 2020 года. Позже в сентябре трек попал на 4-е место в хит-параде «Чартова Дюжина» радиостанции «Наше радио». Второй сингл «Не учи» был выпущен 9 сентября 2020 года. На следующий день сингл попал в топ-чарты ВКонтакте и платформы BOOM. Как объяснила группа песня была написана летом, в процессе создания нового альбома автором которой стал Юрий Заслонов. Участницы группы София Сомусева и Алина Олешева охарактеризовали текст композиции так:
Нам кажется эта тема весьма актуальной в связи с несостоявшимся началом учебного года, непониманием поколений и общим вайбом молодёжи.
Добавив касаемо альбома:
Мы ориентировались на хиты групп «Пилот» и «ДДТ». Это будет что-то среднее между альбома «Рыба, крот и свинья» и «Галя ходи».
Позже последовал клип на песню, выложенный на YouTube 6 октября 2020 года. Презентация альбома прошла в Москве 19 ноября в клубе Adrenaline Stadium и в Санкт-Петербурге 24 декабря в клубе A2 Green Concert. После чего группа отправилась в запланированные гастроли расписанные до марта 2021 года.

## Критика
Алексей Мажаев из InterMedia поставил альбому 7,5 / 10 звёзд, отметив что группа заняла свою нишу потому как следует проторённой дорожкой, благодаря тому, что делает ровным счётом то, чего ждёт публика.
В целом отзыв был больше хвалебным чем отрицательным. С критической стороны было отмечено что пластинке не хватает своеобразной «лёгкости» за счёт «несерьёзных» песен.
Кроме того, «киски» заняли важное место в запутанной и переменчивой системе подростковых предпочтений: востребованы не только их музыка, стилистика и проблематика, но и образы, вдохновляющие на мемы и прочее народное творчество.
 <…> Этой пластинке очень не помешала бы парочка вот таких дурацких песен — хотя бы для того, чтобы развеять ощущение предопределённости.Алексей Мажаев, InterMedia
В конце своей рецензии Мажаев подытожил: «Возможно, кому-то это придаст жизненных сил и спасёт от депрессии».

## Список композиций
Слова и музыка всех песен — написаны Юрием Заслоновым.
| №                   | Название            | Длительность |
| ------------------- | ------------------- | ------------ |
| 1.                  | «интро»             | 0:26         |
| 2.                  | «танцуй»            | 2:40         |
| 3.                  | «не учи»            | 3:05         |
| 4.                  | «малолетка»         | 3:03         |
| 5.                  | «игрушка»           | 2:47         |
| 6.                  | «мелочь»            | 3:34         |
| 7.                  | «медляк»            | 2:49         |
| 8.                  | «грязь»             | 2:58         |
| 9.                  | «слёзы»             | 3:17         |
| 10.                 | «сорри»             | 3:38         |
| 11.                 | «падик»             | 2:35         |
| Общая длительность: | Общая длительность: | 30:52        |

## Участники записи
- София Сомусева — вокал.
- Алина Олешева — ударные.
- Юрий «Кокос» Заслонов — гитара.
- Сергей «Хмурый» Иванов — бас-гитара.